# Alexandra Soumm
Alexandra Soumm (Moscou, 17 mai 1989) est une violoniste française.

## Biographie
Alexandra Soumm a grandi en France où elle commence à étudier le violon dès l'âge de cinq ans auprès de son père. Elle donne son premier concert en Ukraine à sept ans. En 2000, elle entre au Conservatoire de Vienne et à l'Université de Musique de Graz dans la classe du grand pédagogue Boris Kuschnir, également professeur de Julian Rachlin, Nikolaj Znaider et Lorenzo Gatto.
En 2002, elle gagne le Grand Prix du Conservatoire de Vienne, qui lui permet d'être invitée à se produire en soliste au Konzerthaus de Vienne. Elle poursuit sa carrière de soliste en se produisant au Luxembourg, en Slovaquie et en France, au Festival de Radio-France à Montpellier.
L'année suivante, elle joue au Théâtre du Châtelet à Paris, au Festival de Colmar ainsi qu'à Berlin avec l'Orchestre national de Russie dirigé par Vladimir Spivakov.
En 2004, elle remporte brillamment le premier prix du Concours Eurovision des jeunes musiciens à Lucerne. Elle reçoit alors la bourse de la banque BSI et la bourse Herbert von Karajan du centre Karajan de Vienne.
En 2006, elle débute avec l'Orchestre philharmonique d'Israël dirigé par Yoel Levi dans le premier Concerto de Paganini et est immédiatement réinvitée en 2007 pour jouer le quatrième concerto de Mozart et, en 2008, avec Rafael Frühbeck de Burgos lors du concert anniversaire des soixante ans de l'État d'Israël. La collaboration entre Alexandra Soumm et l'orchestre se poursuivra en 2011 lors d'une tournée avec Herbert Blomstedt.
En janvier 2009, Soumm fait ses débuts avec l'Orchestre de Paris dirigé par Neeme Järvi, interprétant le concerto de Bruch à la salle Pleyel. Elle s'est également produit avec de nombreux orchestres majeurs en France tels que l'Orchestre national de Lyon dirigé par Michel Plasson, l'Orchestre national du Capitole de Toulouse avec Tugan Sokhiev, l'Orchestre national de Montpellier avec Juraj Valcuha, l'Orchestre national d'Ile-de-France avec Enrique Mazzola, et l'Orchestre philharmonique de Nice avec Frédéric Lodéon.
Alexandra Soumm a interprété le concerto de Glazounov avec l'Orchestre national royal d'Écosse sous la direction d'Alexandre Lazarev, ainsi qu'avec l'Orchestre philharmonique de Saint-Pétersbourg avec Roberto Benzi et l'Orchestre symphonique de Göteborg dirigé par John Storgårds, la symphonie espagnole de Lalo avec l'orchestre symphonique de la Radio de Francfort dirigé par Lionel Bringuier, le concerto de Beethoven avec les London Mozart Players, le concerto de Mozart no 4 avec le Wiener Kammerorchester et le concerto de Bach avec l'UBS Verbier Festival Chamber Orchestra dirigé par Yuri Bashmet.
Alexandra Soumm est régulièrement invitée à se produire dans des festivals internationaux tels que le Festival de Verbier, Schleswig Holstein, le festival de Strasbourg, le Festival de Saint-Denis, Mecklenburg-Vorpommern, le festival de Martha Argerich à Lugano, les Sommets Musicaux de Gstaad, le Festival de Dubrovnik, le Festival de Menton, le Festival de Musique de Besançon, le Festival de Radio France et Montpellier et le Septembre Musical à Montreux, ainsi que le Festival de Pâques et l'Août Musical à Deauville.
Depuis qu'elle a été nommée BBC New Generation Artist au début de la saison 2010-2011, Alexandra a travaillé avec la plupart des orchestres de la BBC au Royaume-Uni. Elle a également joué le concerto de Tchaïkovski avec le Trondheim Symphony Orchestra sous la direction de Thomas Sondergard, le concerto de Mendelssohn avec l'Orchestre de chambre de Lausanne avec Gilbert Varga, et reviendra cette année au Louvre ainsi qu'au Festival de Gstaad.
Au printemps 2008, Alexandra Soumm a enregistré les concertos de Paganini et Bruch pour le label Claves. Son second disque, composé de l'intégrale des Sonates de Grieg pour violon et piano, accompagnée par David Kadouch, est sorti en 2010.
Alexandra Soumm a reçu à l'automne 2012 le London Music Masters Award qui lui donnera la possibilité de jouer avec le London Philharmonic et de collaborer avec les programmes éducatifs en Angleterre, notamment le Bridge Project.
En 2016, elle est considérée comme « l'une des plus grandes violonistes de sa génération ».
En 2012, à seulement 23 ans, en compagnie de deux amies musiciennes, Alexandra a fondé l'association caritative Esperanz'Arts, qui vise à apporter les arts dans les écoles, les hôpitaux, les prisons et dans les centres d'accueil des sans-abris.
Elle joue sur un Gioffredo.